# شمنصير
مركز شمنصير هو أحد المراكز الادارية التابعة لمحافظة الكامل في منطقة مكة المكرمة.

## التسمية
جبل شمنصير يعد جزء من سلسلة جبال السروات وتحتضنه حرة شمنصير. يصل ارتفاعه إلى حوالي 1618 مترا ويمتد طوله من الشمال إلى الجنوب أكثر من 20 كلم

## الموقع
يبعد المركز عن محافظة الكامل 80 كم باتجاه الشرق، ويربطه بها طريقٌ إسفلتي.

## الخدمات
خدمات التعليم:
- مدرسة رفعة بن أوس الابتدائية.
- مدرسة كعب بن عدي المتوسطه.
- مدرسة حبان بن الحكم السلمي الثانوية (بنين).
- مدرسة حبيبه بن الضحاك السلمي الابتدائية بنات
- مدرسة الوسناء بن الصنت المتوسطة بنات
- روضة السـماحة
- مركز شمنصير للرعاية الصحية الأولية
- مركز العياب والمزارع الصحية الأولية
- مركز البريد السعودي
- مكتب برق

## القرى التابعة
يتبع للمركز عدة قرى هي:
- العياب الوسطى.
- العياب
- المزارع
- هجرة معذره
- وادي شوان
- وادي ضرعاء
- وادي رشاء
- وادي الكضمه
- حجار
- شواحط
- ام سديرة
- الغصن
- شرام
- بادية العمق